# Bartłomiej Tomczak

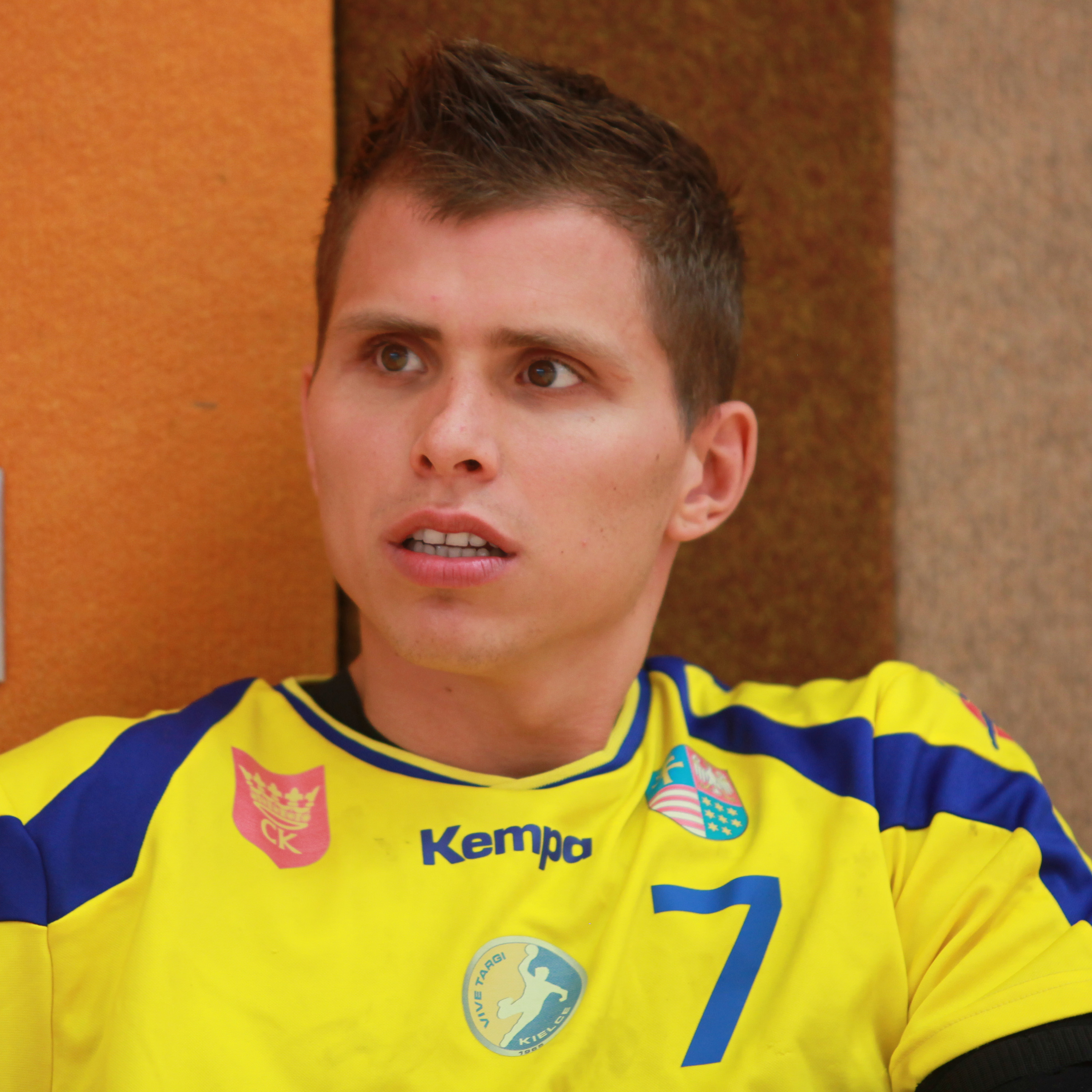
Bartłomiej Tomczak beim Sparkassen-Cup 2013

Bartłomiej Tomczak (* 7. September 1985 in Ostrów Wielkopolski) ist ein Handballspieler aus Polen.
Der 1,86 Meter große und 86 Kilogramm schwere linke Außenspieler spielte bei KPR Ostrovia Ostrów Wielkopolski und von 2004 bis 2011 bei MKS Zagłębie Lubin. Ab 2011 stand er bei KS Kielce unter Vertrag, mit dem er 2012 sowie 2013 die Meisterschaft und den Pokal gewann. Im September 2013 schloss er sich Górnik Zabrze an. Seit 2021 spielt er für Energa MKS Kalisz.
Bis 2016 bestritt Bartłomiej Tomczak für die polnische Nationalmannschaft 32 Länderspiele, in denen er 64 Tore warf.